# NGC 5656
NGC 5656 est une galaxie spirale située dans la constellation du Bouvier. Sa vitesse par rapport au fond diffus cosmologique est de 3 313 ± 12 km/s, ce qui correspond à une distance de Hubble de 48,9 ± 3,4 Mpc (∼159 millions d'al). NGC 5656 a été découverte par l'astronome germano-britannique William Herschel en 1785.
La classe de luminosité de NGC 5656 est I-II et elle présente une large raie HI. De plus, c'est une galaxie LINER, c'est-à-dire une galaxie dont le noyau présente un spectre d'émission caractérisé par de larges raies d'atomes faiblement ionisés.
À ce jour, neuf mesures non basées sur le décalage vers le rouge (redshift) donnent une distance de 56,418 ± 11,139 Mpc (∼184 millions d'al), ce qui est à l'intérieur valeurs de la distance de Hubble. Notons cependant que c'est avec la valeur moyenne des mesures indépendantes, lorsqu'elles existent, que la base de données NASA/IPAC calcule le diamètre d'une galaxie et qu'en conséquence le diamètre de NGC 5656 pourrait être d'environ 28,4 kpc (∼92 600 al) si on utilisait la distance de Hubble pour le calculer.